# 关庙山遗址
关庙山遗址，位于中华人民共和国湖北省宜昌市枝江市东北问安镇关庙山村，为中国新石器时代大溪文化遗址，是全国重点文物保护单位。
1975年，在兴修水利工程时，关庙山遗址被首次发现，后由中国社会科学院考古研究所湖北队和当地文物考古部门对该遗址进行了发掘，出土近五千件文物。

## 文物保护情况
1992年12月16日，以“关庙山遗址”的名义被湖北省人民政府列为第三批湖北省文物保护单位；2001年6月25日，以“关庙山遗址”的名义被中华人民共和国国务院列为第五批全国重点文物保护单位。
其作为文物的保护范围为：关庙山遗址及周围一定范围。四至：东至问江路，西至老枝当路以西50米，南至废瓦窑，北至关庙山村村委会旧址以北10米。
其作为文物的建设控制地带为：以保护范围四至为界，四周向外延伸100米。